# Un poliziotto a 4 zampe 2
Un poliziotto a 4 zampe 2 (K-911) è un film del 1999 diretto da Charles T. Kanganis e interpretato da James Belushi e sequel di Un poliziotto a 4 zampe del 1989 e seguito da Un poliziotto a 4 zampe 3 del 2002.

## Trama
Dopo dieci anni di servizio è arrivato il momento per il poliziotto a quattro zampe Jerry Lee di andare in pensione. Una decisione che non trova convinto il suo "partner" Dooley, che cerca di tenerlo in servizio. Dopo un'azione andata male, però, Dooley si rende conto che il cane non è più sveglio come un tempo e rischia di mettere a repentaglio la sua vita e quella di altri poliziotti. Le cose non cambiano molto quando scopre che il suo nuovo partner è un giovane doberman, che dovrà anche prendersi la briga di addestrare.
Ma dopo i primi giorni, tra i due nasce un grande affiatamento. In palese difficoltà di fronte ad un'inchiesta non semplice, lo scettico dipartimento di polizia decide di raddoppiare la dose, affiancando loro un altro dinamico duo: la sensuale agente Welles (Christine Tucci) ed il suo feroce dobermann: Zeus. Dooley non la prende bene, ma rimane ferito da un cecchino in un misterioso attentato e capisce di non poter rinunciare ad un prezioso alleato.